# パム・ドーバー
パム・ドーバー（Pam Dawber,  1951年10月11日 - ）は、アメリカ合衆国の女優、声優、ファッションモデルである。

## 来歴
1951年、ミシガン州デトロイト生まれ。父親は広告アーティストだった。地元の高校と大学へ進学し、学生時代からモデルとして活動を開始。その後、ニューヨークへ渡り、本格的なファッションモデルとして活動するためにウィルヘルミーナ・モデルズへ所属し、コマーシャルなどへも数多く出演した。
演劇の経験もあまりないにもかかわらず、ゲイリー・マーシャルの目に留まり、オーディションなしで出演が決定したテレビシリーズ『モーク&ミンディ』への出演で、知名度も上がり、モデルとしてではなく女優としての仕事が本格化された。同ドラマではロビン・ウィリアムズと共にタイトル・ロールを演じており、レギュラーキャストとして4年間出演を果たした。1990年代に入ってもテレビドラマを中心にキャリアを重ねており、近年では声優としてもテレビアニメに声の出演をしたりしている。
俳優のマーク・ハーモンと結婚、二人の息子をもうけた。長男のショーン・ハーモンは、父親が主演する『NCIS 〜ネイビー犯罪捜査班』で俳優デビューを果たした。ハーモンが『NCIS』を降板するにあたって、自身も複数回ゲスト出演した。

## 出演作品

### 映画
- ウエディング A Wedding (1978)
- The Girl, the Gold Watch & Everything (1980) ※テレビ映画
- Pac Preview Party (1982)
- Remembrance of Love (1982)
- 裏窓の眼・のぞき魔連続殺人事件 Through Naked Eyes (1983)
- Last of the Great Survivors (1984)
- This Wife for Hire (1985)
- ワイルド・ヒーローズ Wild Horses (1985)
- アメリカン・ゲイシャ American Geisha (1986)
- Quiet Victory: The Charlie Wedemeyer Story (1988)
- Do You Know the Muffin Man? (1989)
- 処刑ハンター　The Face of Fear (1990)
- カウチポテト・アドベンチャー Stay Tuned (1992)
- Dr.ノーマンの秘密 The Man with Three Wives (1993)
- Web of Deception (1994) ※テレビ映画
- A Child's Cry for Help (1994)
- Trail of Tears (1995)
- ストレンジャー・トゥー・ラブ A Stranger to Love (1996)
- Don't Look Behind You (1999)
- リメンバー・エイプリル I'll Remember April (2000)

### テレビシリーズ
- モーク&ミンディ Mork & Mindy (1978 - 1982)
- Mork & Mindy/Laverne & Shirley/Fonz Hour (1982)
- トワイライト・ゾーン The Twilight Zone (1985)
- フェアリーテール・シアター / 『人魚姫』 Faerie Tale Theatre (1985, 1987)
- My Sister Sam (1986, 1988)
- Life... and Stuff (1997)
- クレイジーワン ぶっ飛び広告代理店 The Crazy Ones (2014)

### テレビアニメ
- 世界名作童話「白鳥の湖」※英語吹替え版 （1981）
- ぎゃあ!!!リアル・モンスターズ Aaahh!!! Real Monsters (1995)
- Adventures from the Book of Virtues (1996)
- 101匹わんちゃん 101 Dalmatians: The Series (1997, 1998)
- メン・イン・ブラック：ザ・シリーズ Men in Black: The Series (1998)